# Kovács István (őrnagy)
Kovács István (angolul: Stephen Kovacs) (Szeged, 1816. július 23. – New York, USA, 1884.) magyar és amerikai szabadságharcos őrnagyi rangban, az amerikai polgárháborúban őrnagy az északiak oldalán.

## Életútja
Eredetileg lelkipásztor volt, de az 1848-49-es magyar szabadságharc idején honvédtiszt lett és az őrnagyságig emelkedett, a szabadságharc végén Komáromban szolgált. A komáromi vár feladása után menyasszonyával, Ottoványi Fánival együtt török földre menekült, Sumlán esküdtek meg. Kovács és felesége Kossuth Lajos kíséretében maradt, ők is Kütahyába kerültek. A "Mississippi" nevű amerikai hajóval még nem tudtak átkelni Amerikába, mert Kovács felesége éppen gyermeket várt, 1851 végén sikerült átjutniok az Újvilágba. New Yorkban nyomorogtak, majd New Budára (Iowa) mentek, de ott sem nem tudtak boldogulni, visszamentek New Yorkba.
Az amerikai polgárháború kezdetén 1861. szeptember 7-én Kovácsot besorozták az 54. számú New York-i önkéntes gyalogezredbe, az ezredet Kozlay Jenő szervezte és vezette ezredesi rangban. Kovács 1861. szeptember 23-án a „K” században teljesített szolgálatot, október 16-án az „E” századba helyezték szolgálattételre. 1862. január 4-én századossá léptették elő. Az ezred Louis Blenker hadtestéből Franz Sigel hadtestébe kerül és 1862. június 3-án Kovácsot őrnaggyá léptették elő és Charles Ashby alezredes ezredparancsnoknak a helyettese. A hadtest részt vett a második Bull Run-i csatában, amely a déliek jelentős győzelmével végződött. Az egységet újraszervezés miatt Washingtonban tartották az Antietami csata idején és a XI. hadtest részévé váltak. A XI. hadtest tartalékban vészelte át a Fredericksburgi csatát, viszont a Chancellorsville-i csatában Ashby fogságba esett és az ezredparancsokságot Kovács vette át. 1863. július 1-3. közt részt vett a híres gettysburgi csatában, Francis C. Barlow dandártábornok hadosztályában, Leopold von Gilsa ezredes dandárjába tartozott. Barlow hadosztályát az első napon megverte Richard S. Ewell altábornagy hadteste és Kovács fogságba esett.

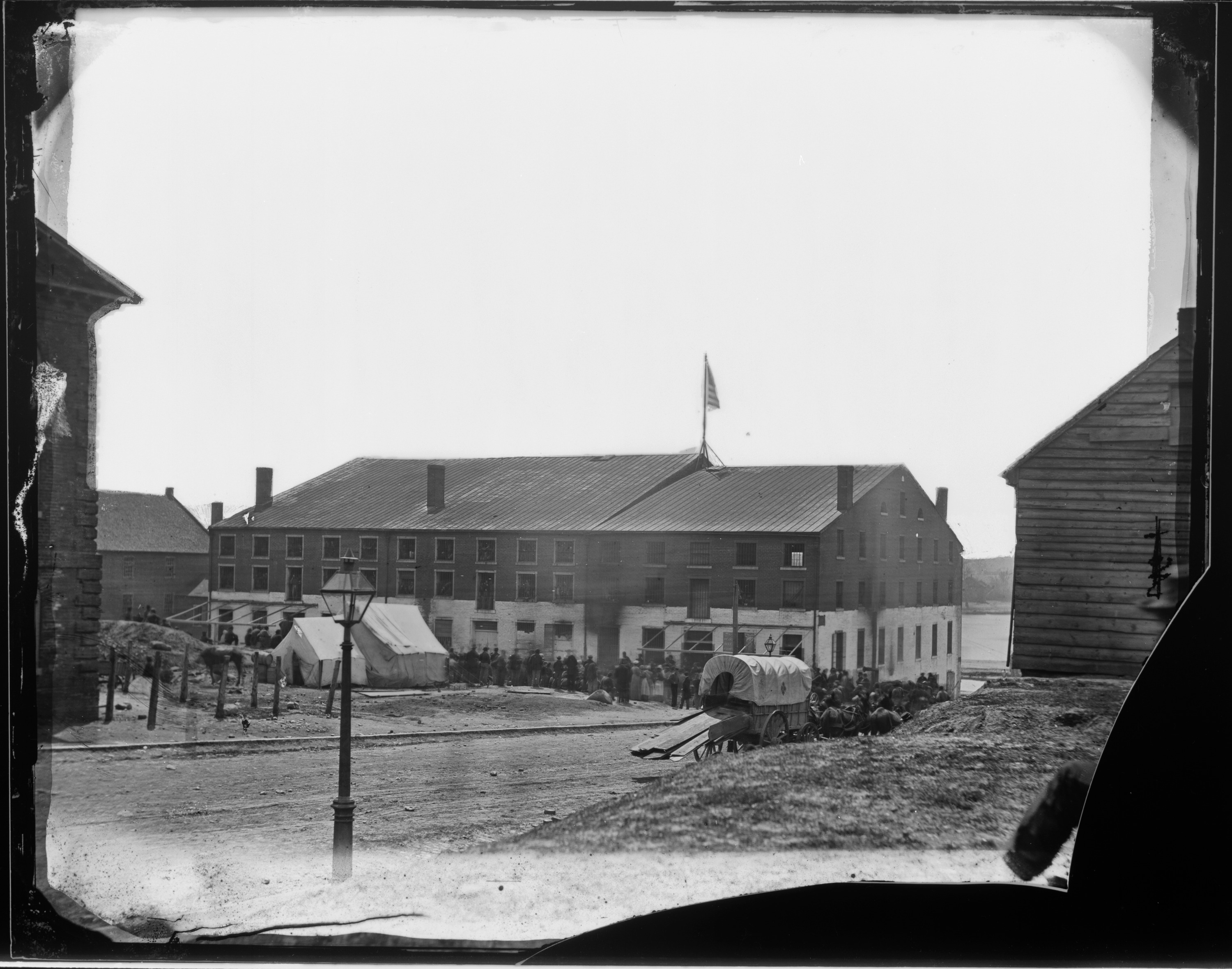
Libby börtön (Richmond, Virginia)

A hírhedt Libby börtönbe (Richmond, Virginia) került, itt találkozott egy másik emigráns magyarral, Szabad Imrével, mindketten fogolycserével szabadultak. (Korai források /Vasváry, Ács stb./ szerint Kovács meghalt a Libby börtönben 1864-ben). Kovácsot 1865. június 2-án bocsátották el a hadsereg kötelékéből. 1865. június 20-án újra visszavették őrnagyi rangban, majd 1866. április 14-én ezredével együtt leszerelték Charlestonban (Dél-Karolina).
A polgárháború befejezése után New Yorkban élt és szivarkészítéssel kereste kenyerét. Régi barátja, dr. Kelemen Attila lakásán hunyt el 1884-ben.